# Claude Verlinde
Claude Verlinde (* 24. Juni 1927 in Paris; † 19. September 2020 ebenda) war ein französischer Maler und Grafiker flämischer Abstammung.

## Leben
Claude Verlinde begann seine Ausbildung sehr früh im Alter von nicht mal 20 Jahren. Zunächst besuchte er in Paris die École nationale supérieure des beaux-arts  und später die Académie de la Grande Chaumière. Mit seiner perfekten altmeisterlichen Technik gilt als einer der Meister der visionären und phantastischen Kunst. Zu seinen Vorbildern zählt er Künstler wie Hieronymus Bosch, Cranach, Francisco Goya und James Ensor. 1980 entwarf er das – einen Pierrot darstellende – großformatige Plakat für das 17. Festival du Marais. 1994 nahm Verlinde an der großen Ausstellung der Symbolisten und Phantasten unter dem Titel Du fantastique au Visionnaire in Venedig teil, die unter anderem von Ernst Fuchs organisiert wurde. 2007 illustrierte er in einer limitierten Auflage die Fabeln von Jean de La Fontaine.
Er starb im September 2020.

## Ehrungen
- 1986 Ritter des Ordre des Arts et des Lettres
- Médaille de la Ville de Paris

## Ausstellungen (Auswahl)
- 1948: Erste eigene Ausstellung in der Pariser Galerie R. Duncan
- 1985: Ausstellungen in Tokyo, Osaka und Chiba, Japan (mit Katalog)
- 1992: Ausstellung in der Orangerie Charlottenburg, Berlin
- 1994: Du Fantastique au Visionnaire, Venedig, Zitadelle
- 1998, 2000 und 2001, 2005, 2008: Galerie Michelle Boulet, Paris

## Bibliographie
- Claude Verlinde: Peintures, Editions Natiris, 1983
- Claude Verlinde: Peintures et dessins, Editions Ramsay, Paris, 1992
- Claude Verlinde: Expositions-rétrospectives, Mairie du 8e arrondissement, 1996, Galerie Michelle Boulet, Paris